# Circle of Life
Circle of Life는 엘튼 존이 작곡하고 팀 라이스가 작사한, 1994년 디즈니의 애니메이션 영화 라이온 킹의 주제가 중 하나이다.
카멘 트윌리(Carmen Twillie)와 레보 엠(Lebo M)의 보컬로 들려주는 이 곡은 줄루어로 시작하여 이국적인 느낌을 주는 인트로에서부터 광활한 대자연의 신비로움을 표현해내고, 전체적인 편곡 역시 웅장하고 스케일이 큰 오케스트레이션을 택함으로써 확실한 기선 제압을 성공적으로 해내고 있다. 특히 이 곡은 메시지 자체가 영화에 초점을 맞추고 있음에도 불구하고 빌보드 싱글 차트 18위까지 오르며 보기 드문 히트를 기록했고, 1994년 아카데미 주제가상 후보에 올랐을 정도로 뛰어난 작품성을 인정받기도 했다.
작곡가 엘튼 존이 부른 팝 음악 버전의 〈Circle of Life〉도 대중들에게 많이 알려졌으며, 《라이온 킹》 사운드트랙에 카멘 트윌리와 레보 엠이 부른 버전과 함께 실려 있다.

## 인증
| 국가                               | 인증 | 판매량/출하량 |
| ---------------------------------- | ---- | ------------- |
| 영국 (BPI) Elton John version      | 실버 | 200,000       |
| 영국 (BPI) Carmen Twillie version  | 골드 | 400,000       |
| 미국 (RIAA) Elton John version     | 골드 | 500,000       |
| 미국 (RIAA) Carmen Twillie version | 골드 | 500,000       |
| 판매량+스트리밍을 기반으로 한 인증 |      |               |

## 같이 보기
- 라이온 킹 (1994년 사운드트랙)